# Наполеоновская библиография
Наполеоновская библиография — список печатных произведений (библиография), написанных Наполеоном I, а также опубликованная литература о нём самом и времени его правления, включая все Наполеоновские войны.